# Gugel von Brand und Diepoltsdorf
La famiglia Gugel von Brand und Diepoltsdorf fu una famiglia patrizia originaria di Norimberga, dove fu presente nel consiglio cittadino dal 1729 al 1806.

## Storia
Il nome "Gugel" deriverebbe da un indumento utilizzato nel medioevo e simile ad un cappuccio. La casata contrasse matrimoni con ricche famiglie di commercianti di Norimberga nel corso della sua lunga storia, soprattutto con gli Imhoff, i Pömer von Diepoltsdorf, i Kleewein, riuscendo a qualificarsi tra le famiglie benestanti della città imperiale dal XVI secolo. Tra la fine del XVI e l'inizio del XVII secolo, i Gugel erano in affari con la società commerciale degli Imhoff. Essi hanno inoltre impegnati in attività commerciali in Boemia. Dal XVI secolo, alcuni membri della famiglia iniziarono ad interessarsi anche alla politica cittadina e nel 1543 ottennero la nobilitazione da parte dell'imperatore Carlo V del Sacro Romano Impero. Venne cooptata nel patriziato di Norimberga dal 1729.
Nel corso dei secoli, la famiglia si divise in due linee: una rimase a Norimberga e si estinse nel 1804, mentre quella bavarese ottenne nel 1812 il titolo di barone ed ancora oggi vive nel castello di Dürnhausen, presso Habach.

## Membri notabili

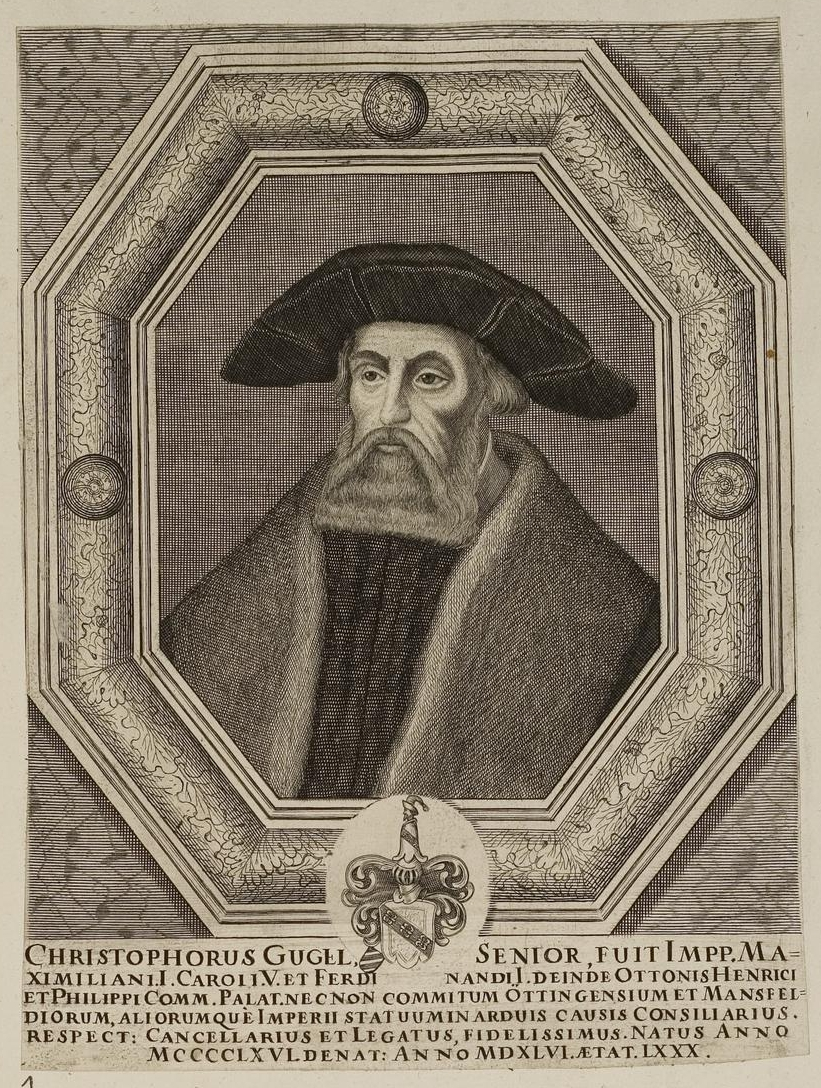
Christoph Gugel (1466–1546), consigliere imperiale

- Christoph Gugel († 1539), consulente giudiziale della città di Norimberga
- Christoph Gugel (1466–1546), consigliere imperiale, cancelliere ed inviato presso i conti palatini Ottheinrich e Philipp
- Erasmus Gugel, fondò l'impresa commerciale di famiglia nel 1545
- Christoph Gugel (1499-1577), consulente del consiglio della città di Norimberga (1526-1577) e nominato membro del Consiglio Maggiore (1527-1577)
- Fabius von Gugel (1910-2000), disegnatore, grafico, pittore, scenografo, disegnatore di porcellana e poeta.